# Кастанија
Кастанија (грч. Καστανιά) је насељено место у општини Бер у периферији Средишња Македонија, Грчка. Према попису из 2021. године било је 48 становника.
Према бугарском географу и историчару, Василу Канчову, у Кастанији је 1900. године живело 400 Аромуна. Касније је насеље напуштено, да би након 1923. године било обновљено насељавањен 39 грчких избегличких породица из Турске, укупно 163 особа.